# Radio La Inolvidable
La Inolvidable es una cadena de radio peruana propiedad de CRP Radios. Su programación se basa en canciones en oldies en español de las décadas de 1960 a 1990 (y algunas del principio de los 2000) con géneros musicales como baladas, pop latino y música criolla. Está dirigida al público adulto contemporáneo de clase media.
Su estación principal es OBT-4C FM, la cual transmite en la frecuencia 93.7 MHz de la banda FM de Lima. La emisora posee varias estaciones repetidoras a nivel nacional, además transmite vía Internet en el resto del país y en todo el mundo.

## Historia

### Antecedentes
Originalmente inició sus transmisiones en los 660 AM bajo el nombre de Radiomar Inolvidable el 28 de noviembre de 2000, tras la última emisión de Radio Omega 660 AM como una emisora de música del recuerdo de las décadas de 1940 a 1980, con géneros musicales como baladas, boleros, nueva ola, rock and roll, matanceras, rancheras, pasillos, y música tropical (guarachas, mambos, etc.), y noticias y deportes al amanecer.
En junio de 2003, Corporación Radial del Perú compra la emisora Radio Carolina, tras la fusión de Radiomar Inolvidable y Radio Carolina se crea Carolina Inolvidable, la cual empieza a emitir baladas en español de las décadas de 1970 y 1980.

### Lanzamiento
El 12 de agosto del mismo año, la emisora Carolina Inolvidable empieza a adoptar el nombre de La Inolvidable, cambiando del formato anterior a noticias y baladas del recuerdo en español de las décadas de 1940 a 1980, nueva ola, boleros, y baladas en inglés que sonaban en un bloque llamado Una canción en otro idioma, además de música criolla al mediodía y música bailable del recuerdo solamente los días sábados por las noches. Además, traslada La hora del lonchecito, programa conducido por Koky Salgado, a la parrilla de la nueva etapa de la radio.
En el año 2005 la emisora retira el bloque Una canción en otro idioma, la música bailable del recuerdo y los programas informativosdejando solamente bloques de resumen de las noticias del día cada 30 minutos.
En 2015, la emisora cambia de logo e identidad y retira de la programación todos los temas del género bolero junto con las canciones de la década de los 60 y principios de los 70 (baladas y nueva ola). Ese mismo año Diego Bertie se volvió voz en off de la emisora, que se identificó hasta su fallecimiento, el 5 de agosto de 2022.
Según CPI, en 2020, La Inolvidable es sintonizada por 2.52 millones de usuarios a la semana.
En enero del 2023, 20 frecuencias que poseía a nivel nacional fueron reemplazadas por Radio Moda, Radio Nueva Q y Ritmo Romántica, ese mismo mes hubo el aumento de 2 frecuencias, quedando con 23 frecuencias a nivel nacional.
El 1 de febrero de 2024, la frecuencia 660 kHz AM de Radio La Inolvidable, dejó de emitir, transmitiendo solo en la FM, debido a que CRP Radios vendió los 100.1 FM en dónde transmitía Radio Oasis y los 660 AM para ser reemplazados por Bethel Radio.
En 2024, 5 estaciones fueron reemplazadas por Radiomar. Durante año nuevo 2025, la estación repetidora de Tacna en la frecuencia 90.1 MHz FM pasó a emtir la programación de Radiomar. Y en agosto de 2025, la estación repetidora de Piura en la frecuencia 99.9 MHz FM pasó a emtir la programación de Radiomar.

## Frecuencias

### Actuales
- Arequipa – 107.1 FM

- Huánuco – 93.1 FM

- Ica – 90.7 FM

- La Libertad - Trujillo – 91.5 FM

- Lambayeque - Chiclayo – 104.3 FM

- Lima – 93.7 FM

- Loreto - Iquitos – 96.5 FM

- Ucayali - Pucallpa – 98.5 FM